# Сан Бартоломео (Рим)
Сан Бартоломео је насеље у Италији у округу Рим, региону Лацио.
Према процени из 2011. у насељу је живело 1488 становника. Насеље се налази на надморској висини од 385 м.